# Rolling Blackouts Coastal Fever

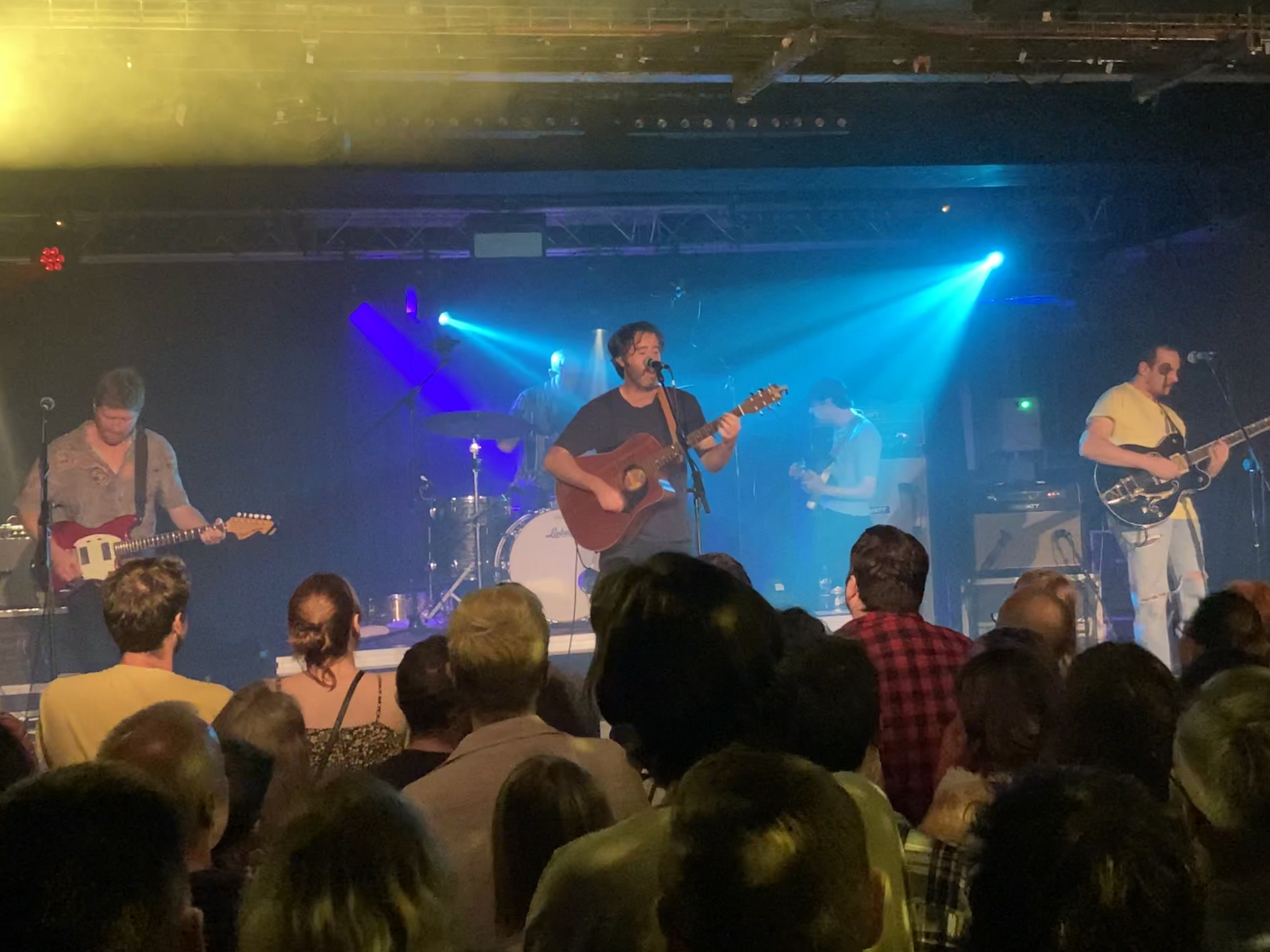
Rolling Blackouts Coastal Fever

Rolling Blackouts Coastal Fever, também conhecido como Rolling Blackouts C.F., é uma banda australiana de indie rock. A banda foi formada em Melbourne em 2013 por três cantores e guitarristas, Fran Keaney, Tom Russo e Joe White.

## História
Rolling Blackouts Coastal Fever foi formada em Melbourne, Austrália, em 2013, por três guitarristas: Fran Keaney, Joe White e Tom Russo. Logo depois, a banda recrutou o irmão de Tom Russo, Joe Russo, no baixo, e também o colega de casa de Fran Keaney, Marcel Tussie, na bateria. Seu primeiro EP, Talk Tight, foi lançado em 2016 pela Ivy League Records. Foi seguido por seu segundo EP, The French Press, que foi mixado por Doug Boehm e lançado em 2017 pela Sub Pop. Eles se apresentaram no St Jerome's Laneway Festival em 29 de janeiro de 2018, e seu álbum de estreia, Hope Downs, foi lançado em 15 de junho de 2018 no Sub Pop. Em 5 de junho de 2020, a banda lançou o álbum Sideways to New Italy também pela Sub Pop.

## Membros
- Fran Keaney – voz, guitarra (2013–atual)
- Tom Russo – voz, guitarra (2013–atual)
- Joe White – voz, guitarra (2013–atual)
- Marcel Tussie - bateria, percussão (2013–atual)
- Joe Russo – baixo (2013–atual)

## Discografia

### Álbuns de estúdio
| Hope Downs                                                                           | - Lançamento: 15 de junho de 2018 - Gravadora: Sub Pop | 24 | 198 | —  | 79 | 20 | 45 | 3 |
| Sideways to New Italy                                                                | - Lançamento: 5 de junho de 2020 - Gravadoral: Sub Pop | 4  | 64  | 77 | 66 | 8  | 45 | — |
| "—" denota uma gravação que não foi ranqueada ou não foi lançada naquele território. |                                                        |    |     |    |    |    |    |   |

### EPs
| Título           | Detalhes do álbum                                                    |
| ---------------- | -------------------------------------------------------------------- |
| Talk Tight       | - Lançamento: 25 de novembro de 2016 - Gravadora: Ivy League Records |
| The French Press | - Lançamento: 10 de março de 2017 - Gravadora: Sub Pop               |

### Singles
| Title              | Year | Chart positions | Album                 |
| Title              | Year | MEX Air.        | Album                 |
| ------------------ | ---- | --------------- | --------------------- |
| "Clean Slate"      | 2015 | —               | Talk Tight EP         |
| "Julie's Place"    | 2016 | 39              | The French Press EP   |
| "Mainland"         | 2018 | —               | Hope Downs            |
| "Talking Straight" | 2018 | 48              | Hope Downs            |
| "In The Capital"   | 2019 | —               | Single sem álbum      |
| "Cars in Space"    | 2020 | —               | Sideways to New Italy |
| "She's There"      | 2020 | —               | Sideways to New Italy |
| "Falling Thunder"  | 2020 | —               | Sideways to New Italy |

## Prêmios e indicações

### AIR Awards
The Australian Independent Record Awards (comumente conhecido como AIR Awards) é uma noite de premiação anual para reconhecer, promover e celebrar o sucesso do setor musical independente da Austrália. 
| Ano  | Candidato  | Prêmio                    | Resultado |
| ---- | ---------- | ------------------------- | --------- |
| 2019 | Hope Downs | Melhor álbum independente | Indicado  |

### Australian Music Prize
The Australian Music Prize (AMP) é um prêmio anual de $30 000 dado a uma banda australiana ou artista solo em reconhecimento ao mérito de um álbum lançado durante o ano de premiação. 
| Ano  | Candidato  | Prêmio                 | Resultado |
| ---- | ---------- | ---------------------- | --------- |
| 2018 | Hope Downs | Australian Music Prize | Indicado  |

### J Award
Os J Awards são uma série anual de prêmios musicais australianos que foram estabelecidos pela estação de rádio juvenil Triple J da Australian Broadcasting Corporation.
| Ano  | Candidato                       | Prêmio                      | Resultado |
| ---- | ------------------------------- | --------------------------- | --------- |
| 2018 | Rolling Blackouts Coastal Fever | Double J Artist of the Year | Indicado  |
| 2020 | Rolling Blackouts Coastal Fever | Double J Artist of the Year | Indicado  |

### Music Victoria Awards
O Music Victoria Awards é uma noite de premiação anual que celebra a música vitoriana. Eles começaram em 2005.
| Ano  | Candidato             | Prêmio       | Resultado |
| ---- | --------------------- | ------------ | --------- |
| 2020 | Sideways to New Italy | Melhor álbum | Indicado  |

### National Live Music Awards
Os National Live Music Awards (NLMAs) são um amplo reconhecimento da diversificada e bem-sucedida indústria ao vivo da Austrália, celebrando a diversidade e o sucesso da cena australiana ao vivo - reconhecendo os melhores talentos vocais e músicos ao lado dos melhores locais, eventos e festivais.
| Ano  | Candidato                                   | Prêmio                   | Resultado |
| ---- | ------------------------------------------- | ------------------------ | --------- |
| 2020 | Joe Russo (Rolling Blackouts Coastal Fever) | Live Bassist of the Year | Indicado  |